# Mellin (Adelsgeschlecht)

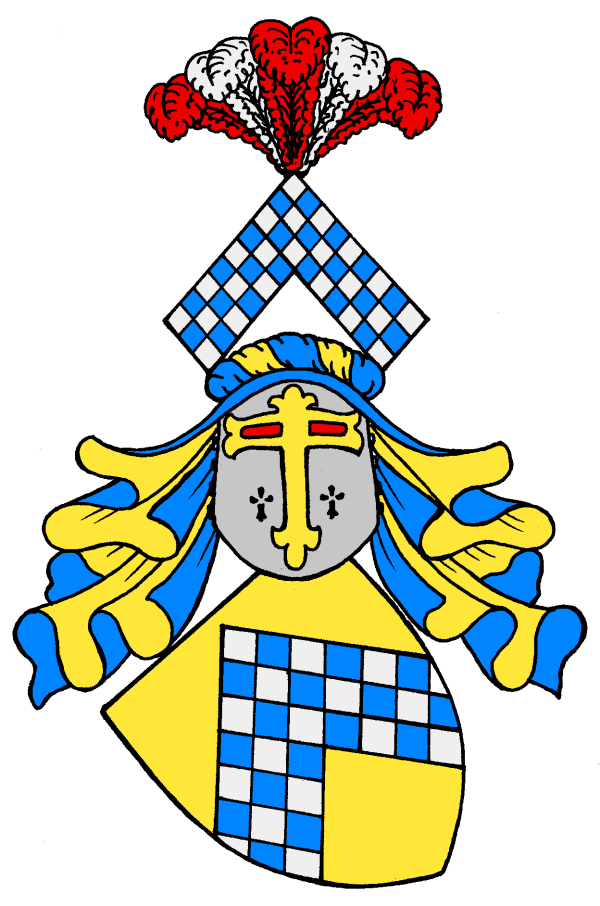
Stammwappen der Familie Mellin

Mellin ist der Name eines pommerschen und deutschbaltischen Adelsgeschlechts, welches aus dem mecklenburgischen Uradel stammt und sich später auch im Herrschaftsbereich Schwedens und Russlands ausbreitete.
Die Familie ist von dem nichtverwandten westfälischen Patrizier- und Adelsgeschlecht Mellin zu unterscheiden. Ebenfalls zu unterscheiden sind die brabanter und österreichischen Mellin.

## Geschichte
Die Familie soll aus Niedersachsen nach Mecklenburg gelangt sein, wo sie sich nach dem Ort Malin nannte und mit Gerardus de Malyn, Ritter und Burgmann zu Parchim, am 4. Juni 1229 erstmals urkundlich auftritt.

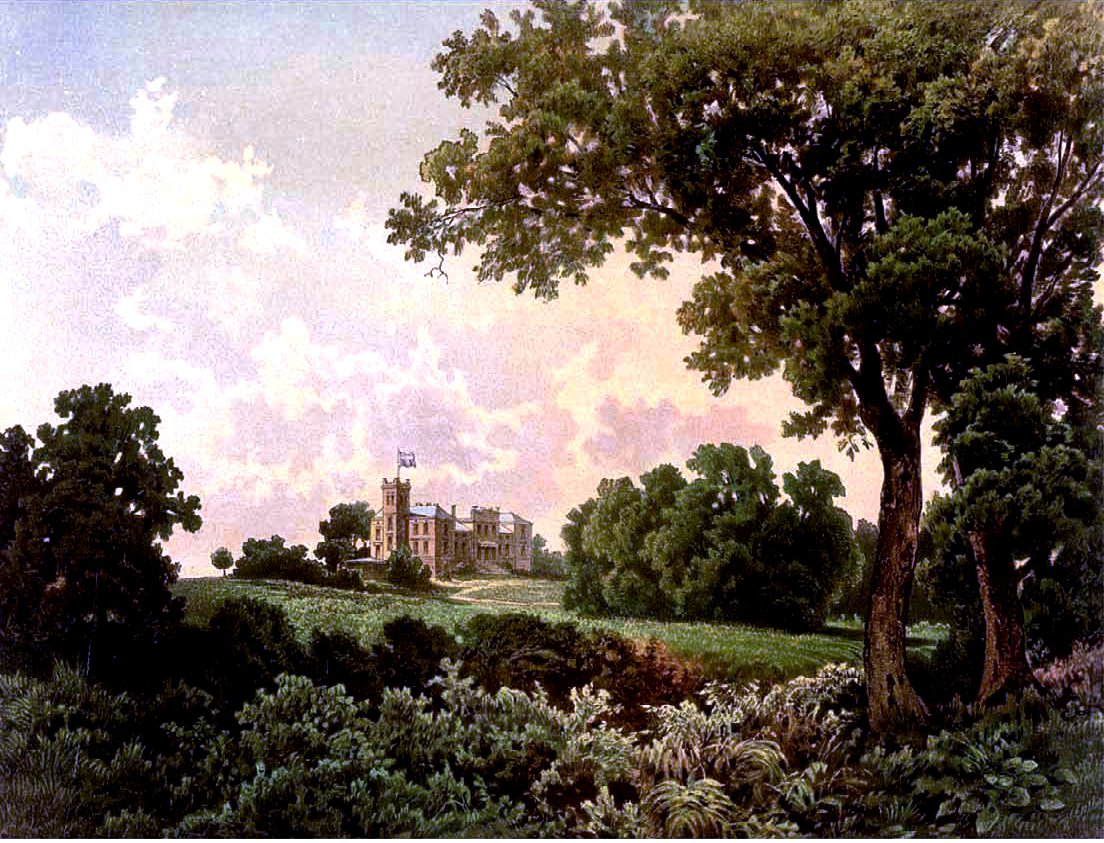
Schloss Vahnerow um 1860, Sammlung Alexander Duncker

In Pommern erscheint die Familie erstmals urkundlich im Jahre 1372 mit Helmond Mellin. 1405 verkauften Helmond, Reimer und Klaus ihren Anteil an Burg und Land Gülzow ihrem Herzog Bogislaw VIII. Die sichere Stammreihe beginnt mit Dubislaw Mellyn, dem Herzog Erich II. von Pommern am 13. März 1468 den Lehensbesitz der pommerschen Stammgüter Triglaff, Vahnerow und Batzwitz bestätigt. Mit Gotthilf Christian von Mellin († nach 1787) ist die pommersche Linie erloschen.
Eine polnische Linie, welche von Faustin († nach 1547) zu Orłowo begründet wurde, ist ebenfalls erloschen.
Christoph von Mellin aus Vahnerow begab sich nach Livland und machte sich 1549 auf Aggers in Estland sesshaft. Sein Enkel Bernd von Mellin wurde der Stammvater der freiherrlichen (1691) und gräflichen Linien der Familie. Jürgen Mellin wurde 1696 in den schwedischen Grafenstand introduziert. Von ihm leiten sich auch eine freiherrliche Linie in Finnland und das estnische Haus Toal (nach dem gleichnamigen Gut, welches 1693–1863 im Besitz der Familie war) ab. Mehrfach wurden aus diesen Linien der Familie neue Zweige in Pommern begründet, etwa zu Vahnerow († 1741, 1760) oder zu Damzow (Damitzow, heute Ortsteil von Tantow)-Schöningen († 1836).

## Wappen
Das Stammwappen zeigt in Gold einen von Silber und Blau in drei Reihen geschachten Sparren. Auf dem Helm mit blauen-goldenen Decken der mit fünf abwechselnd roten und silbernen Straußenfedern besteckte Sparren.
Historische Wappenbilder

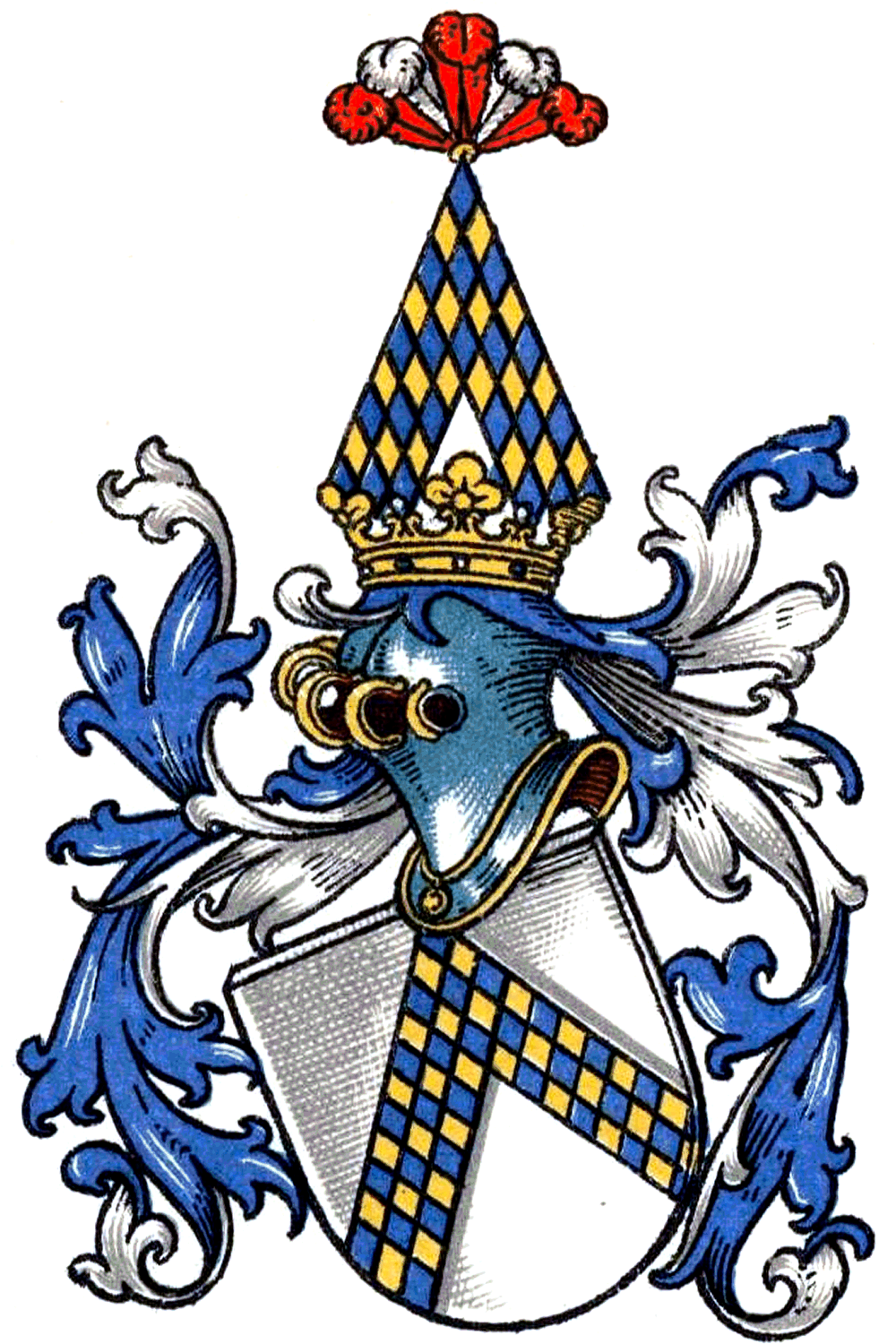
Wappen derer von Mellin
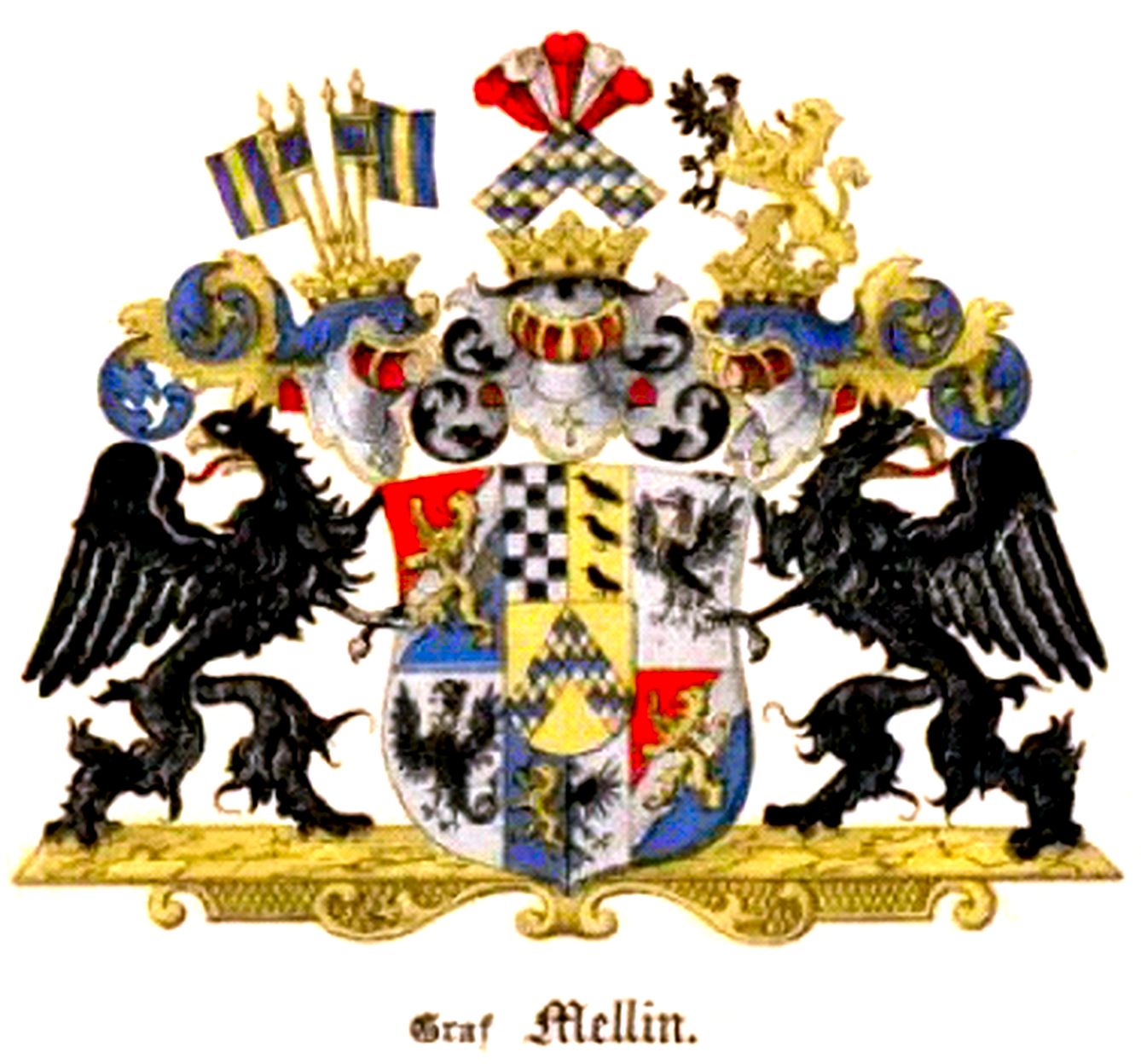
Wappen der Grafen Mellin

## Angehörige
- Jürgen Mellin (1633–1713), schwedischer Feldmarschall und Generalgouverneur von Bremen, Verden und Schwedisch-Pommern
- Graf Georg Bernhard Petrus von Mellin (1704–1785), preußischer Generalmajor
- Graf Ludwig August Mellin (1754–1835), deutschbaltischer Politiker und Kartograph